# Rébellion militaire thaïlandaise de 1981
 (novembre 2022).
La rébellion militaire thaïlandaise de 1981 est une tentative de coup d'État militaire pour consolider le pouvoir du gouvernement de Prem Tinsulanonda, organisée par les chefs militaires thaïlandais de la classe 7 le 1er avril 1981. Cependant, le contre-coup de Prem mené par Arthit Kamlang-ek (en), soutenu par la famille royale le 3 avril, l'a laissé devenir une rébellion à la place.

## Contexte
Les officiers de terrain de la classe 7 de l'école préparatoire des académies des forces armées (en) appelés "Jeunes Turcs" comprenaient Manoonkrit Roopkachorn (en), Prajak Sawangjit et Chamlong Srimuang (en), impliqués dans le coup d'État thaïlandais de 1976 en tant que force importante et ont aidé Kriangsak Chamanan à devenir Premier ministre. Plus tard, lorsque Kriangsak est devenu impopulaire, ils ont fortement soutenu et aidé Prem Tinsulanonda, le chef de l'armée du nord-est, devenu Premier ministre de Thaïlande en 1980. Prem a réalisé qu'il ne devrait pas dépendre uniquement de la classe 7, et a commencé à rechercher le soutien d'une autre classe.

## Prélude
Le 31 mars 1981, les dirigeants de la classe 7 ont rendu visite à Prem dans la nuit pour lui demander de mener un coup d'État le 1er avril, mais Prem a refusé. Arthit Kamlang-ek, un commandant adjoint de la 2e région de l'armée, a reconnu le plan de coup d'État. Arthit téléphona à la reine Sirikit, qui a ensuite ordonné au groupe de planification du coup d'État de laisser Prem au palais royal.

## Coup d'État
Le 1er avril 1981, les dirigeants de la classe 7 dirigés par San Jitpathima, commandant en chef adjoint de l'armée, organisèrent un coup d'État et se firent appeler "Conseil révolutionnaire". Manoonkrit, secrétaire général du groupe, a invoqué des raisons en tant que politiciens égoïstes, problème de justice sociale et problème économique.
Prem s'est rendu à la base de Suranari de la 2e région de l'armée dans la province de Nakhon Ratchasima avec la famille royale thaïlandaise, y compris le roi Bhumibol Adulyadej dans la matinée, et a organisé un contre-coup d'État avec l'aide d'Arthit. L'influence de la famille royale a aidé Prem à obtenir le soutien des deuxième, troisième et quatrième armées régionales, la Royal Thai Navy et la Royal Thai Air Force. Le 21e régiment d'infanterie (en), les gardes de la reine, entrèrent secrètement à Bangkok le 3 avril et arrêtèrent les responsables des tentatives de coup d'État.